# قيصر سليم الخوري
قيصر سليم الخوري يعرف بـالشاعر المدني (1891 - 1977) هو شاعر لبناني مهجري وهو أخ الشاعر القروي وكان عضوا في العصبة الأندلسية ويمتاز شعره باليأس والحزن ومن مواضيعه آلام الغربة والحنين للوطن وتكرر لفظ «المدينة» في قصائده وقد اتخذها رمزا لمعاناته وغربته.

## النشأة والمسيرة
ولد قيصر سليم الخوري في قرية البربارة في لبنان. ودرس التعليم الابتدائي في مدارس القرية ثم التحق بمدرسة الفنون في صيدا وتخرج منها. اشتغل معلما في مدارس الأمريكان في قرى البربارة وجبيل والبترون ومدينة طرابلس. ثم هاجر لسان باولو في البرازيل وعمل في محل تجاري وكان عضوا في العصبة الأندلسية. التزم في شعره بأوزان وقوافي الخليل بن أحمد الفراهيدي وكانت قصائده متوسطة الطول وله ديوان واحد هو «الشاعر المدني». توفي في 1977 في سان باولو في البرازيل

## سبب التسمية
تكرر ذكر «المدينة» في شعره وبما أن أخاه لُقّب بـ«الشاعر القروي» فقد أطلق عليه أخوه لقب «الشاعر المدني».

## مؤلفاته
- «الشاعر المدني»، منشورات وزارة الثقافة، دمشق، 1966

## وصلات خارجية
- ديوان الشاعر المدني قيصر سليم الخوري كتب جوجل